# 잭슨 데이비스
잭슨 데이비스(Jackson Davies, 1950년 3월 17일 ~ )는 캐나다의 배우, 영화배우, 연극 배우, 텔레비전 배우이다.
웨타스키윈에서 태어났다.

## 영화
- 프레디 갓 핑거드 (2001년)
- 죽지 않는 사나이 (1995년)
- 빙고 (1991년)
- 전선 위의 참새 (1990년)
- 21 점프 스트리트 (1987년)
- 계부 (1987년)
- 잠복근무 (1987년)
- 하이 스테이크 (1986년)
- 베스트 크리스마스 패전트 에버 (1983년)
- 격정의 뱃길 (1983년)
- 제인 도우 (1983년)